# Муравлівський Усікновенський монастир
Муравлівський Усікновенський монастир — скасований жіночий старообрядницький монастир, що існував в селі Муравлівка (нині Одеська область України) в 1909—1948 роках.

## Історія
Монастир був заснований в 1909 році. 10 жовтня 1909 року його освятив єпископ Бессарабський і Ізмаїльський Петро. У 1910 році єпископ Петро приймає схиму і проживає тут на спокої до 1913 року. За цей час в монастирі оселилися 35 черниць і послушниць. Обитель жила за рахунок пожертвувань і обробітку 2,5 десятин землі, виділених сільською громадою.
Після владики Петра в монастирі служив о. Ніл, а потім о. Тавріона (Моргунов), який помер в 1933 році. У 1944 році в монастирі проживало 8 черниць і 16 послушниць, настоятелем монастиря був священоінок Тавріона (Сметанін). У 1948 році обитель закрита радянською владою. У 1952—1954 роках монастирські будівлі були зруйновані. Церковне начиння була передана в муравлівську Покровську церкву, а господарський інвентар — в МТС.
12 липня 2008 року на місці вівтаря колишнього монастирського храму встановлено пам'ятний хрест.